# Hexapterella
Hexapterella Urb. – rodzaj wieloletnich, myko-heterotroficznych roślin bezzieleniowych z rodziny trójżeńcowatych (Burmanniaceae), obejmujący 2 gatunki: Hexapterella gentianoides Urb., występujący w Ameryce Południowej, od Trynidadu do Kolumbii i północnej Brazylii, i Hexapterella steyermarkii Maas & H.Maas, endemiczny dla północnej Wenezueli. Zasiedlają nizinne lasy lub łąki wysokogórskie.
Nazwa naukowa rodzaju pochodzi od greckich słów έξι (hexi – sześć) i φτερό (ftero – skrzydło), z końcówką diminutywną -ella. 

## Morfologia
ŁodygaPodziemne, cylindryczne kłącze, pokryte łuskowatymi liśćmi i korzeniami.
LiścieLiście bezzieleniowe, łuskowate.
KwiatyKwiaty obupłciowe, 3-pręcikowe, pojedyncze lub zebrane w 2–8-kwiatową dwurzędkę. Okwiat pojedynczy, biały do liliowego, rurkowaty do talerzykowatego, niekiedy 6-skrzydełkowy. Listki okwiatu położone w 2 okółkach. Listki okółka zewnętrznego całobrzegie. Listki wewnętrzne mniejsze, niekiedy trójząbkowane. Pręciki o główkach siedzących wewnątrz rurki okwiatu lub nieznacznie wychylające się ponad okwiat. Zalążnia jednokomorowa w górnej, a trójkomorowa w dolnej części.
OwoceTorebki, zawierające brązowe nasiona

## Systematyka
Według APW (aktualizowany system APG IV z 2016) rodzaj należy do rodziny trójżeńcowatych (Burmanniaceae), w rzędzie pochrzynowców (Dioscoreales) w obrębie kladu jednoliściennych (monocots).